# Richard Brodeur
Richard Brodeur (* 15. September 1952 in Longueuil, Québec) ist ein ehemaliger kanadischer Eishockeytorwart, der im Verlauf seiner aktiven Karriere zwischen 1970 und  unter anderem 418 Spiele für die New York Islanders, Vancouver Canucks und Hartford Whalers in der National Hockey League (NHL) sowie 356 weitere für die Nordiques de Québec in der World Hockey Association (WHA) bestritten hat. Seinen größten Karriereerfolg feierte Brodeur in Diensten der Nordiques de Québec mit dem Gewinn der Avco World Trophy der WHA im Jahr 1977. Darüber hinaus erreichte er mit den Vancouver Canucks im Verlauf der Stanley-Cup-Playoffs 1982 die Finalserie.

## Karriere
Brodeur verbrachte seine Juniorenzeit zwischen 1970 und 1972 in der Ligue de hockey junior majeur du Québec (LHJMQ), einer der drei großen kanadischen Juniorenligen. Zunächst gehörte der Torwart dem Kader der Maple Leafs de Verdun an, wechselte aber bereits nach sechs Einsätzen innerhalb der Liga zu den Cornwall Royals. Bei den Royals reifte Brodeur bis zum Ende der Saison 1971/72 zu einem der besten Torhüter der Liga und seines Jahrgangs. Er führte die Royals zum Gewinn des Doubles bestehend aus dem Coupe du Président der LHJMQ und dem prestigeträchtigen Memorial Cup der gesamten Canadian Hockey League (CHL). Neben diesen beiden Titeln wurde der Torhüter auch individuell ausgezeichnet. Er erhielt die Trophée Jacques Plante als bester Torwart der LHJMQ und wurde im Memorial Cup 1972 mit der Stafford Smythe Memorial Trophy als wertvollster Spieler des Turniers ausgezeichnet. Im folgenden NHL Amateur Draft 1972 wurde Brodeur schließlich in der siebten Runde an 97. Position von den neu gegründeten New York Islanders aus der National Hockey League (NHL) ausgewählt. Im WHA General Player Draft der neu gegründeten World Hockey Association (WHA) sicherten sich die Nordiques de Québec seine Transferrechte.
Der junge Schlussmann entschied sich im Sommer 1972 in seiner franko-kanadischen Heimat zu bleiben, auch weil die New York Islanders mit Gerry Desjardins und Billy Smith auf der Torhüterposition gut besetzt waren, und unterschrieb einen Vertrag bei den Nordiques de Québec. Dort fungierte er in seiner Rookiesaison als Ersatzmann von Serge Aubry. Im zweiten Spieljahr teilten sich die Einsatzminuten zwischen Brodeur, Aubry und Michel DeGuise nahezu gleichermaßen auf. Mit Beginn der Saison 1974/75 war der 22-Jährige schließlich für die folgenden vier Spielzeiten die unangefochtene Nummer 1 im Tor der Nordiques und einer der Führungsspieler im Team. Im Jahr 1977 gewann Brodeur mit Québec die Avco World Trophy, zwei Jahre später erfolgte die Wahl ins WHA Second All-Star Team.
Mit der Auflösung der World Hockey Association nach der Saison 1978/79 und der Aufnahme der Nordiques de Québec in die NHL zur Saison 1979/80 kam es im Vorfeld des NHL Expansion Draft 1979 zu einem Interessenkonflikt zwischen den Nordiques und den New York Islanders, die Brodeurs NHL-Transferrechte seit dem Amateur Draft 1972 gehalten hatten. Die Islanders beriefen sich zunächst auf ihr Vorrecht und forderten die Dienste des Kanadiers ein, jedoch entschied sich Québec daraufhin den Torwart als eine ihrer drei möglichen Priority Selections zu schützen, sodass er über den Expansion Draft hinaus ihr Eigentum blieb und somit mit dem Team in seine erste NHL-Saison ging. Die Islanders boten den Nordiques allerdings an, Gerry Hart für den Draft ungeschützt zu lassen, damit Québec diesen auswählen konnte und auch tat. Als Gegenleistung sollten die Nordiques den Islanders die Möglichkeit einräumen, Brodeur zu einem späteren Zeitpunkt in einem Transfergeschäft für einen anderen Torwart zu erwerben. Dies taten die Isles zwei Monate nach dem Draft im August 1979, als sie den schwedischen Torwart Göran Högosta gegen Brodeur tauschten. New York war aber mit Glenn Resch und Billy Smith auf der Torhüterposition weiterhin gut besetzt. So kam Brodeur lediglich zu zwei Einsätzen in der Spielzeit, die er ansonsten in der Central Hockey League (CHL) bei New York Farmteam, den Indianapolis Checkers, verbrachte. Dort gewann er gemeinsam mit Jim Park die Terry Sawchuk Trophy, womit das beste Torhütergespann der Liga ausgezeichnet wurde.
Um zu Vermeiden den Torwart vor der Saison 1980/81 ohne Gegenleistung über den NHL Waiver Draft zu verlieren, einigte sich das Management New Yorks im Oktober 1980 mit den Vancouver Canucks darauf, Brodeur gegen den Tausch der Fünftrunden-Wahlrechte beider Organisationen im NHL Entry Draft 1981 an die kanadische Westküste ziehen zu lassen. Dort avancierte er auf Anhieb zum Stammtorwart und blieb dies für die folgenden sieben Spielzeiten. Dahinter fungierten Glen Hanlon, Frank Caprice, John Garrett und Wendell Young über diesen Zeitraum als seine Ersatzmänner. In den Stanley-Cup-Playoffs 1982 erreichten die Canucks angeführt von Thomas Gradin, Stan Smyl und Brodeur selbst, der dabei den Spitznamen „King Richard“ erhielt, die Finalserie. Sie unterlagen dort allerdings den New York Islanders. Im Verlauf der Saison 1987/88 verlor der Schlussmann seinen Stammplatz im Tor an den jungen Kirk McLean. Die Canucks transferierten ihn daraufhin im März 1988 im Tausch für Steve Weeks zu den Hartford Whalers, wo er die Spielzeit beendete. Nachdem er das folgende Spieljahr bei Hartfords Kooperationspartner Binghamton Whalers in der American Hockey League (AHL) begonnen hatte, wurde er im November 1988 aus seinem laufenden Vertrag entlassen. Der 36-Jährige beendete daraufhin umgehend seine Karriere.

## Erfolge und Auszeichnungen
| - 1972 Coupe-du-Président-Gewinn mit den Cornwall Royals - 1972 Trophée Jacques Plante - 1972 LHJMQ First All-Star Team - 1972 Memorial-Cup-Gewinn mit den Cornwall Royals - 1972 Stafford Smythe Memorial Trophy | - 1977 Avco-World-Trophy-Gewinn mit den Nordiques de Québec - 1979 WHA Second All-Star Team - 1980 Terry Sawchuk Trophy (gemeinsam mit Jim Park) - 1980 CHL First All-Star Team - 1983 Teilnahme am NHL All-Star Game (verletzungsbedingte Absage) |

## Karrierestatistik
(Legende zur Torhüterstatistik: GP oder Sp = Spiele insgesamt; W oder S = Siege; L oder N = Niederlagen; T oder U oder OT = Unentschieden oder Overtime- bzw. Shootout-Niederlage; Min. = Minuten; SOG oder SaT = Schüsse aufs Tor; GA oder GT = Gegentore; SO = Shutouts; GAA oder GTS = Gegentorschnitt; Sv% oder SVS% = Fangquote; EN = Empty Net Goal; 1 Play-downs/Relegation; Kursiv: Statistik nicht vollständig)